# Ulrika Eleonora của Thụy Điển
Ulrika Eleonora (tiếng Anh: Ulrika Eleonora the Younger; tiếng Thụy Điển: Ulrika Eleonora den yngre; 23 tháng 1 năm 1688 – 24 tháng 11 năm 1741) là Nữ vương của Thụy Điển từ năm 1718 đến khi thoái vị vào năm 1720 để nhường ngôi cho chồng là Fredrik I. Sau khi chồng lên ngôi vua, Ulrika trở thành Vương hậu của Thụy Điển cho đến khi qua đời. Bà là Nữ vương thứ 3 trong lịch sử Thụy Điển tính tới thời điểm hiện tại và Thụy Điển sẽ đón nhận Nữ vương thứ 4 khi Thái nữ Victoria, Nữ Công nước xứ Västergötland thuận lợi kế vị trong tương lai.
Là người con nhỏ nhất của Karl XI của Thụy Điển, Ulrika Eleonora vốn không có khả năng thừa kế vì trước bà còn có người chị cả Hedvig Sofia và người anh trai Karl XII. Năm 1718 Karl XII qua đời, do đó triều đình Thụy Điển đứng giữa vấn đề tranh chấp ngai vàng giữa Ulrika và người cháu trai là con của người chị cả Hedvig Sofia là Karl Friedrich. Bấy giờ, Karl Friedrich đã trở thành Công tước xứ Holstein-Gottorp và cũng đòi hỏi quyền kế vị Vương vị của Thụy Điển. Vị Công tước nhận được nhiều sự ủng hộ hơn do khi ấy Thụy Điển theo quy tắc ưu tiên dòng trưởng nam (tức là xét dòng nam rồi tới dòng nữ, dòng trưởng rồi tới dòng thứ), mà Karl Friedrich lại thuộc dòng lớn hơn so với Ulrika do là con trai của chị gái Hedvig Sofia. Không chấp nhận thua thiệt, Ulrika phô bày lập trường rằng bà là người có huyết thống gần với người tiền nhiệm nhất, còn dẫn tiền lệ của vị Nữ vương trước đó là Kristina. Trong nhóm ủng hộ Ulrika Eleonora có phái Riksdag, và họ yêu cầu nếu Vương nữ chấp nhận bãi bỏ chế độ quân chủ chuyên chế mà chấp nhận nền quân chủ lập hiến thì bà có thể thuận lợi kế vị. Quả nhiên, Ulrika chấp nhận Hiến pháp mới là hạn chế vương quyền và chia sẻ quyền hạn cho Thượng nghị viện và Quốc hội.
Sự trị vì của Ulrika Eleonora và người chồng Fredrik I mở ra một thời đại gọi là kỷ nguyên tự do, đó là thời kỳ phát triển kinh tế và văn hóa. Để giành được quyền kế vị, Ulrika Eleonora đã khiến lịch sử Thụy Điển sang trang khi đồng ý bỏ đi nền quân chủ chuyên chế do cha bà là Karl XI tạo nên để thay bằng nền quân chủ lập hiến.

## Tiểu sử

### Tuổi thơ bị lu mờ

Tranh vẽ Ulrika cùng anh trai và chị gái.

Ulrika Eleonora sinh ra ở Cung điện Stockholm, là con gái út của Quốc vương Thụy Điển Karl XI và Vương hậu Ulrikke Eleonore của Đan Mạch. Bà có xuất thân từ nhà Pfalz–Zweibrücken, một nhánh của nhà Wittelsbach có nguồn gốc Đức tại vùng Bayern. Vương nữ được đặt tên theo mẹ, do đó dùng từ [Den yngre; The Younger; nghĩa là "người nhỏ hơn"] để phân biệt giữa hai mẹ con.
Mẹ của Ulrika qua đời vào năm 1693 khi bà mới 5 tuổi, do đó bà được chăm sóc bởi bà nội là Thái hậu Hedwig Eleonora. Tuy nhiên, Hedwig Eleonora được biết đến rất thiên vị chị gái của bà, tức Hedvig Sofia. Trong suốt thời còn nhỏ, Ulrika Eleonora luôn bị xem nhẹ vì "ánh hào quang" của người chị, bản thân Hedvig Sofia được ghi nhận cũng khá xem thường em gái. Trong khi Hedvig thích cưỡi ngựa và tham gia các trò chơi thể thao, thì Ulrika lại thiếu tự tin và hay khóc nhè. Trong quá trình trưởng thành, Ulrika tỏ ra khá thân thiết, có phẩm hạnh nhưng bị bà nội đánh giá là "cứng đầu" và "bướng bỉnh" vì bà thường rất thẳng thắng trong việc biểu lộ cảm xúc chán ghét một ai đó, và giải pháp mà Ulrika hay chọn là giả vờ bị bệnh. Do đó, giới quý tộc không đánh giá cao Ulrika.

### Giành quyền kế vị
Quốc vương Karl XII khi ấy không lập gia đình, do vậy ông không có con trai để kế thừa. Triều đình Thụy Điển bắt đầu nhìn nhận chị gái của ông là Vương nữ Hedvig Sophia sẽ là Trữ quân của vương quốc, do đó bà được săn đón trong rất nhiều lời đề nghị hôn nhân. Chỉ cần Hedvig Sophia kết hôn và sinh hạ con trai, Vương vị của Thụy Điển tương lai sẽ nằm trong túi gia tộc ấy, một lợi ích mà khó có gia tộc quyền lực nào của vương quốc không ngó tới. Cuối cùng, Hedvig Sophia kết hôn với Friedrich IV, Công tước xứ Holstein-Gottorp, và cuộc hôn nhân sinh ra một người thừa kế là Karl Friedrich.
Tình hình khả quan cho Ulrika, khi chị gái Hedvig mất vào ngày 22 tháng 12 năm 1708. Vào lúc đó, Ulrika Eleonora là người trưởng thành duy nhất còn lại của gia tộc Pfalz–Zweibrücken. Vào năm 1712, Vua Karl XII có suy nghĩ chỉ định Ulrika làm nhiếp chính thay cho ông, khi ông quyết định vắng mặt khỏi triều đình Thụy Điển. Vào lúc thương nghị, hội đồng của vương triều ủng hộ Ulrika và tin chắc sự hiện diện của bà sẽ giúp ổn định tình hình chính trị. Vào ngày 2 tháng 11 năm 1713, Ulrika lần đầu trình diện trước toàn thể hội đồng vương triều, và đã thuyết phục thành công phái Riksdag công bố bà trở thành nhiếp chính, thông qua đó thể hiện tư cách kế vị [có khả năng nhất] cho vương vị Thụy Điển.

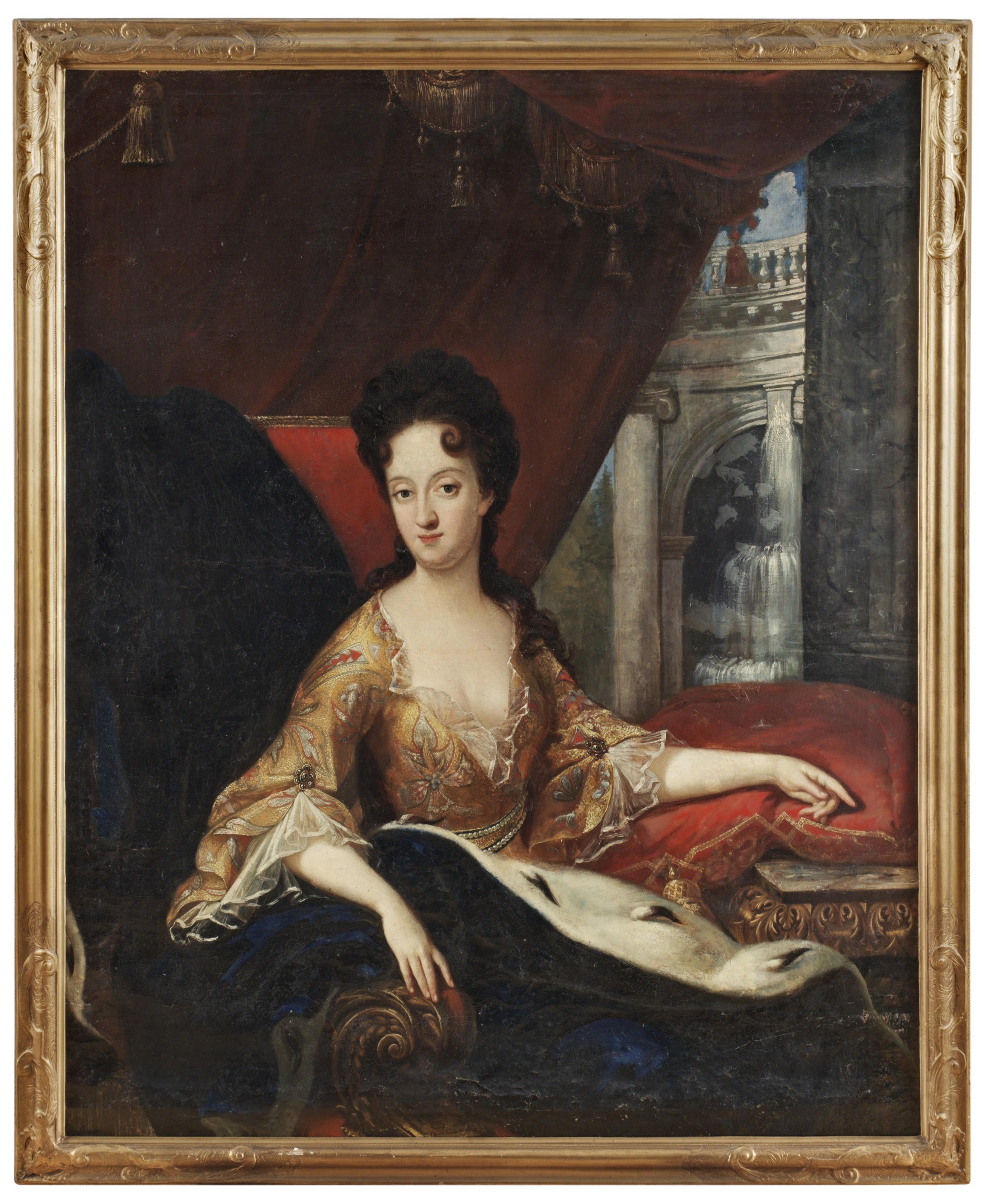
Ulrika Eleonora, những ngày được chú ý bởi là người thừa kế đáng giá của Thụy Điển.

Ulrika Eleonora chính thức tận hưởng chuỗi ngày tự do và được chú ý, khi chỉ còn bà là Vương nữ duy nhất trong triều đình Thụy Điển vào thời điểm đó, là người có khả năng kế vị cao nhất và quan trọng nhất là bà vẫn chưa kết hôn. Dù Vương nữ Hedvig Sophia đã sinh hạ con trai, song điều đó vẫn chưa chắc chắn do nhà chồng của Hedvig là bên xa, do đó không ít các thế lực khác chống đối phe phái Công tước xứ Holstein-Gottorp bắt đầu nhắm đến người nhỏ hơn là Ulrika Eleonora. Từ những năm 1710, Ulrika đã nhận lời đề nghị hôn nhân từ Hessen, và nhanh chóng được Thái hậu Hedwig Eleonora ủng hộ, bởi vì như thế Ulrika sẽ phải đến Hessen và rời xa khỏi triều đình, càng tạo thêm khả năng kế vị cho cháu trai bà là Karl Friedrich, con trai của cô cháu gái mà Thái hậu yêu thích nhất.
Đến ngày 23 tháng 1 năm 1714, lễ kết hôn được công bố và được diễn ra vào ngày 24 tháng 3 năm 1715. Ulrika kết hôn với Friedrich I, vốn là Phong địa Bá tước xứ Hessen-Kassel. Cũng trong năm 1715, ngày 24 tháng 11, Thái hậu Hedwig Eleonora qua đời.
Cưới được Ulrika, Friedrich không thể che giấu ý đồ của ông đối với Vương vị của Thụy Điển, trong khi Ulrika lại tin rằng đây là cuộc hôn nhân dựa trên tình yêu. Bằng một cách tài tình và khéo léo, ông nhanh chóng ảnh hưởng lên Ulrika để khiến bà trở thành con rối trong âm mưu chống lại thế lực của người chị Hedvig, do đó triều đình Thụy Điển có hai phe phái: Đảng Hessen và Đảng Holstein.
Trước đó vào năm 1713, khi Ulrika tiến hành nhiếp chính cho anh trai, bà đã chạm trán với đảng phái Riksdag. Trước đó nhiều năm, phái phái Riksdag luôn chống đối chính sách do cha và anh trai để lại, tức nền quân chủ chuyên chế hoàn toàn, tập trung quyền lực về cho quân vương khiến các đảng chính trị suy yếu đáng kể. Ulrika với cương vị là Vương nữ nhiếp chính, vẫn lắng nghe nhưng chưa hồi đáp những ý tưởng này của phái Riksdag, mà bà chú trọng đến việc liên lạc với anh trai Karl XII đang ở bên ngoài Thụy Điển. Sự khôn ngoan của Ulrika khiến Vua Karl tin tưởng giao cho trọng trách thay mặt Nhà vua kí các điều khoản chính trị, chỉ riêng những tin cơ mật thì phải nói lại với Karl. Và dù đã có thực quyền và có thể tự ý hành động bất kì động thái chính trị nào, Ulrika vẫn nhắc đi nhắc lại mình chỉ là người đại diện của anh trai, và bà tiếp tục giữ bổn phận không vượt qua bất kì ranh giới nào.

## Nữ vương Thụy Điển

### Tuyên bố kế vị
Vua Karl XII qua đời vào ngày 30 tháng 11 năm 1718, nhưng mãi đến ngày 5 tháng 12 cùng năm Ulrika mới biết tin về cái chết của anh trai. Bà gần như ngay lập tức tuyên bố mình là người kế vị hợp pháp của Nhà vua ngay tại Uddevalla.
Triều đình bất ngờ trước hành động của Ulrika. Ngay khi tuyên bố, Ulrika nhanh chóng nắm hết mọi vị trí quan trọng trong triều đình và loại bỏ Georg Heinrich von Görtz cùng phe cánh của ông. Đảng Hessen ngay lập tức đưa bà lên ngai vị, và trong toàn thể triều đình còn có phái Riksdag, những người luôn mơ ước một nền quân chủ lập hiến, cũng ủng hộ nhiệt liệt việc Ulrika lên ngôi. Ngày 15 tháng 12 năm đó, Ulrika tuyên bố dù bà đã kế vị song không muốn tiếp tục duy trì nhà máy cũ. Hội đồng Thụy Điển từng bước tiến hành xóa bỏ nền chuyên chế, do đó "quyền kế vị" của Ulrika được kiến nghị sửa thành "người được bầu cử hợp pháp" bởi quốc hội. Thông qua những quốc định này của hội đồng, Ulrika tự tạo điều kiện cho bản thân và đồng thời loại bỏ khả năng tranh đoạt vương vị của người cháu Karl Friedrich. Sau khi những "đạo luật" này được thông qua, Ulrika chính thức được "bầu chọn" làm Nữ vương vào ngày 23 tháng 1 năm 1719, sang ngày 19 tháng 2 cùng năm kí kết Văn kiện từ chính phủ (års regeringsform). Bằng hành động này, Ulrika đã xác lập quyền hạn tuyệt đối cho mình, đồng thời chấm dứt nền quân chủ chuyên chế ở Thụy Điển về cơ bản từ năm đó.
Ngày 17 tháng 3, Ulrika được trao vương miện Nữ vương tại Nhà thờ Uppsala. Sang ngày 11 tháng 4, bà được làm lễ rước vào thủ đô Stockholm với tư cách là Nữ vương mới của vương quốc. Trong buổi lễ đăng quang, Ulrika trình diện trước toàn bộ giai cấp của hội đồng và bày tỏ rằng bà biết rõ những ai ủng hộ bà. Trong lúc bày tỏ tấm lòng của thành viên triều đình đối với quân chủ theo truyền thống, bà cho tầng lớp quý tộc hôn tay khi bà còn đang đeo găng tay, trong khi các tầng lớp khác thì bà bỏ găng tay ra. Theo truyền thống các quân chủ Thụy Điển, khi vừa nhậm vị, họ sẽ làm một chuyến đi xuyên vương quốc được gọi là [Eriksgata] nhưng Ulrika từ chối thực hiện.

### Vấn nạn và thoái vị

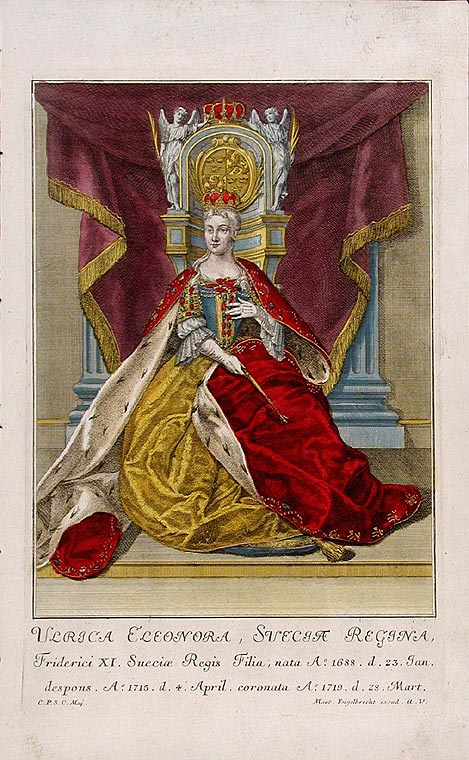
Ulrika tại vị Nữ vương 2 năm, sau trở thành Vương hậu và Trữ quân của Thụy Điển.

Trong thời gian trị vì, Ulrika đối mặt với một cuộc chiến tranh với Đế quốc Nga diễn ra từ năm 1719 đến 1721. Trong khi quân đội Nga đang chuẩn bị tiến đến Stockholm, Nữ vương Ulrika triệu tập quần thần của mình, bày tỏ sự cứng rắn trước mối họa và rất được hoan nghênh vào lúc đó. Dẫu vậy, đối với nội trị thì Ulrika gặp không ít khó khăn.
Bấy giờ, Ulrika sủng ái Emerentia von Düben, người vốn là nhũ mẫu của bà khi còn nhỏ. Thông qua vai trò này, Emerentia ảnh hưởng lên Ulrika rất sâu sắc và Nữ vương trao rất nhiều đặc ân cho Emerentia, khiến bà trở thành người có tiến nói nhất đối với Nữ vương. Và để củng cố quyền lực cá nhân riêng, Ulrika phong tước quý tộc cho tổng cộng 181 người, nhiều hơn bất kì vị quân vương Thụy Điển nào khác trong lịch sử. Hành động trên đã vượt quá quyền hạn của một quân chủ trong nhà nước lập hiến, mà rất giống tình trạng quân chủ chuyên chế do đây là hoàn toàn ý nguyện của cá nhân bà. Chủ tịch của hội đồng là Arvid Horn đã nhiều lần chỉ trích Ulrika, song cuối cùng ông cũng phải từ chức trong tức giận và tình trạng này vẫn tiếp diễn đối với người thay thế vị trí là Gustaf Cronhielm. Ngoài chỉ trích Nữ vương vượt quá quyền hạn của một quân chủ, Arvid Horn còn chỉ ra Ulrika phụ thuộc quá nhiều vào chồng bà là Friedrich trong việc quyết định triều chính. Những cáo buộc nhìn chung đã tổn hại danh tiếng của Ulrika trong người dân Thụy Điển.
Thực tế rằng khi Ulrika làm Nữ vương, bà đã hi vọng chồng là Fredrik có thể trở thành Quốc vương, cùng bà đồng cai trị như tiền lệ của William và Mary bên kia bán đảo Anh. Dù mong muốn như vậy, song Ulrika bị phái Riksdag phản đối quyết liệt vì mô hình đồng quân vương sẽ khiến sự ảnh hưởng của họ trên phương diện chính trị bị thêm hạn chế, điều mà bất kì đảng phái chính trị nào cũng lo lắng, và họ lấy lý do mô hình đồng quân vương đã bị cấm ở Thụy Điển từ thế kỉ 15 để ngăn chặn ý định này. Ngoài ra, phái Riksdag cũng chỉ trích sự ảnh hưởng của Emerentia von Düben cùng gia đình bà ta đối với quốc gia do sự dung túng của Nữ vương. Dầu vậy, sự mâu thuẫn giữa Nữ vương và hội đồng cứ tiếp tục căng thẳng, khiến phái Riksdag nảy ra ý tưởng muốn thay thế Ulrika bằng Fredrik, và điều này rất được Vương tế ngầm nhiệt liệt ủng hộ.
Sang ngày 29 tháng 2 năm 1720, Ulrika nghị thảo quyết định thoái vị và nhường ngôi cho chồng là Fredrik. Không dễ dàng từ bỏ địa vị của bản thân, bà ra thỏa thuận bà sẽ kế vị Fredrik nếu ông không sinh ra bất kì người thừa kế nào và nếu ông qua đời trước bà☃☃. Đây có thể xem là thỏa thuận hiếm có trong lịch sử quân chủ Châu Âu, khi một Nữ vương nhường ngôi cho chồng nhưng đòi hỏi quyền kế vị trong trường hợp chồng qua đời mà không có ai thừa kế, và điều này được phái Riksdag thông qua sau nhiều lần bàn định. Ngày 24 tháng 3 cùng năm, Fredrik làm lễ đăng quang Quốc vương Thụy Điển và Ulrika trở thành Vương hậu, đồng thời là Trữ quân của Thụy Điển. Mãi nhiều năm về sau, bà luôn mô tả hành động này là một sự hi sinh vĩ đại.

## Vương hậu Thụy Điển

### Tiếp tục quyền ảnh hưởng

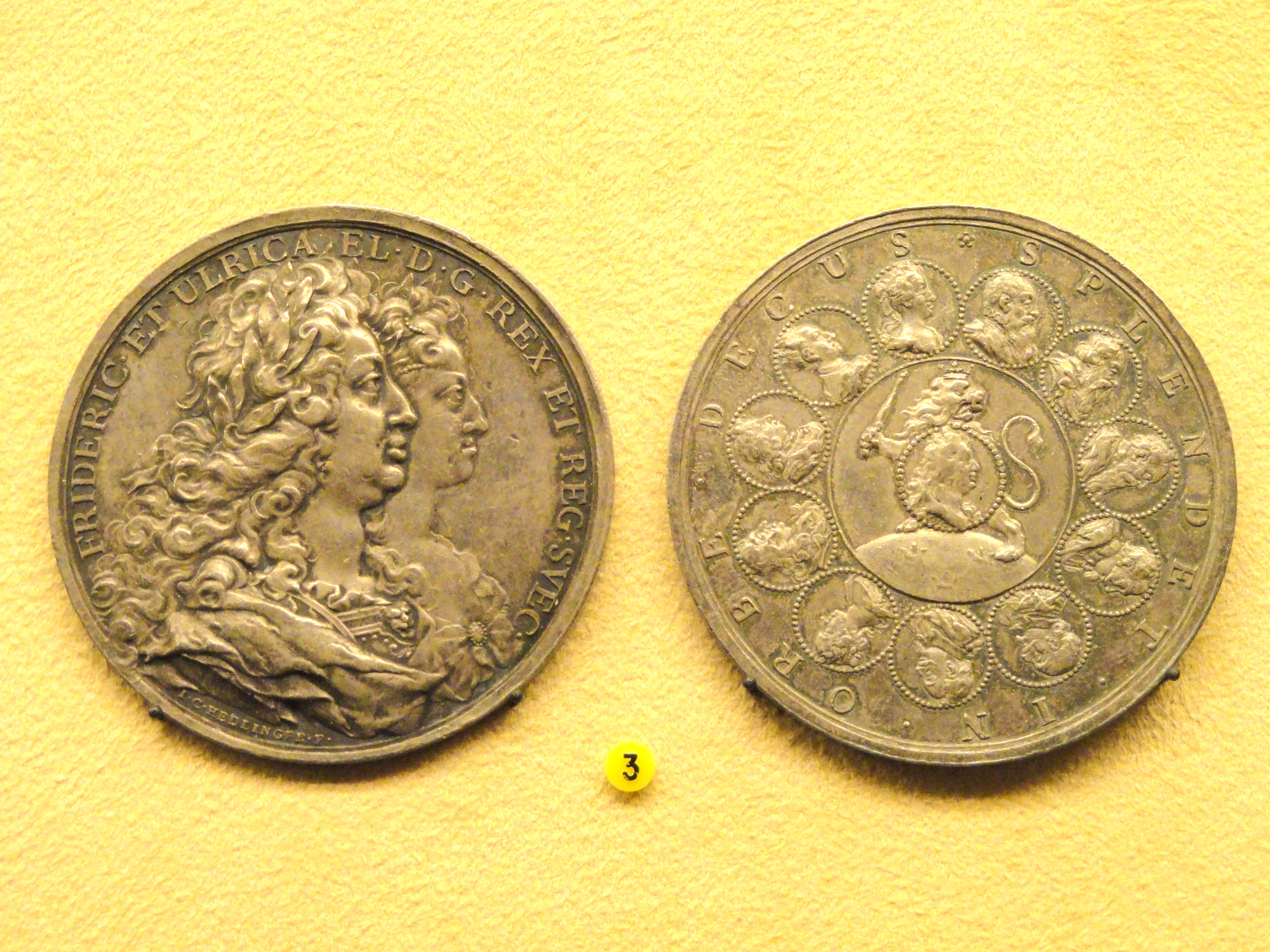
Đồng xu đôi in hình Fredrik I và Ulrika, khoảng năm 1723.

Thời kỳ là Vương hậu kiêm Trữ quân của Thụy Điển, Ulrika Eleonora cùng chồng khai sáng ra [Thời đại tự do; "Age of Liberty"].
Thời kỳ này đánh dấu mốc nền quân chủ Thụy Điển đã mất hầu hết quyền lực chuyên chế, phụ thuộc phần lớn vào sự ảnh hưởng từ Nghị viện và Quốc hội. Vương hậu Ulrika sau khi thoái vị, vẫn giữ vai trò ảnh hưởng một cách khôn ngoan với lớp vỏ bọc sùng đạo. Bà biết rõ dân chúng yêu mến mình thông qua hành động này, nên thường khéo léo cài cắm sự ảnh hưởng chính trị của mình thông qua những ý tưởng mà phần lớn sau đó đều được đồng thuận. Một ví dụ cho việc này là vào năm 1738, Carl Gustaf Tessin được bổ nhiệm vào một chức vị và Vương hậu Ulrika bày tỏ không hài lòng lắm, và đám đông cũng như triều đình nổi lên sự phản đối cho đến khi Tessin trực tiếp trình diện Vương hậu và hôn vào tay bà tỏ ý kính phục. Lúc này, Vương hậu Ulrika lại khéo léo nói rằng bà vốn không có ý phản đối lập trường của Tessin.
Trong thời kì làm Vương hậu, Ulrika Eleonora đã từng hai lần làm nhiếp chính; một là năm 1731 khi Vua Fredrik vắng mặt khỏi vương quốc, và lần thứ hai là khoảng 1738–1739 khi Nhà vua bị bệnh. Vào tháng 5 năm 1731, Vua Fredrik đã phải về thăm cố hương Hessen, và Vương hậu Ulrika làm nhiếp chính tạm thời cho đến khi Nhà vua trở về vào khoảng mùa thu cùng năm. Vào năm 1738, Vương hậu Ulrika được Quốc hội đề nghị nhiếp chính khi Vua Fredrik đang bị bệnh nguy kịch, có khả năng tử vong cao, và lần nhiếp chính này của Ulrika kéo dài đến giao thừa năm 1738–39 là gần 1 năm.

### Quan hệ với Nhà vua

Vua Fredrik và Ulrika.

Ngay từ đầu, cuộc hôn nhân giữa Ulrika và Fredrik được nhìn nhận là dựa trên tình yêu và Ulrika biểu hiện ra bà rất ủng hộ chồng mình trên nhiều phương diện. Dù nhiều năm không con, song mối quan hệ giữa hai vợ chồng Ulrika tương đối tốt đẹp. Theo ghi nhận, Ulrika phải trải qua hai lần sẩy thai vào năm 1715 và 1718, và đến năm 1724 bà vẫn rất hi vọng mình sẽ sinh ra người thừa kế cho chồng, tuy nhiên đến cuối đời bà vẫn không thể sinh ra người con nào. Vào lúc không có người thừa kế, Vua Fredrik quyết định đưa nhà Hessen vào dòng kế vị, và dù tham vọng không thành, song Vương hậu Ulrika biểu thị rất ủng hộ ý định này của Nhà vua, vì bà thà làm vậy còn hơn để ngai vị cho người cháu trai là Công tước xứ Holstein-Gottorp.
Tuy vậy, sau khi Vua Fredrik có được ngai vàng, quan hệ giữa ông và Ulrika có biến chuyển. Ông là vị Quốc vương Thụy Điển đầu tiên bổ nhiệm nhân tình của mình một chức vụ, đó là Hedvig Taube, Bà Bá tước xứ Hessenstein. Vương hậu Ulrika Eleonora không thể công khai bày tỏ sự bất mãn của bà nên đã âm thầm chia sẻ với người bạn lâu năm là Emerentia von Düben. Bản thân Phu nhân Düben khuyên Vương hậu không nên công khai căng thẳng với Nhà vua trong vấn đề này vì sẽ ảnh hưởng đến phẩm hạnh của Vương hậu, đồng thời một nhân tình sẽ chẳng thể làm địa vị của Vương hậu lung lay được. Ulrika nghe theo và bà thậm chí còn cùng Hedvig Taube đi dạo cho triều đình thấy để bảo toàn danh dự cho chồng mình. Sự khuyên giải của Phu nhân Düben không chỉ khiến quan hệ giữa bà với Vương hậu thêm vững chắc mà còn được Vua Fredrik vị nể.
Tuy nhiên, chuyện ngoại tình của Nhà vua lại được giáo sĩ estate nêu ra trong Riksdag Estates, và một lá thư phản đối được trình lên nhà vua vào ngày 3 tháng 4 năm 1739. Hầu hết ý kiến đều đánh giá vai trò cao quý của Ulrika Eleonora trong việc vừa là Vương hậu vừa là Trữ quân của Thụy Điển, và việc Nhà vua ngoại tình là điều hoàn toàn gây thất vọng trong dư luận. Vào lúc ấy, thái độ của Ulrika được chú ý hơn cả. Vào năm 1738 và sang năm 1739, các Giám mục đã gửi thông cáo đến phàn nàn về việc Nhà vua ngoại tình, còn Vương hậu Ulrika, khi nói chuyện với Tổng Giám mục đã biểu lộ rõ sự xót thương với bản thân mình khi bị chồng lừa dối và bày tỏ sự thất vọng với gia đình Taube. Các giới Tăng lữ dựa vào việc nhắc lại lời thề năm 1720 của Nhà vua, là:「"Tình yêu, danh dự và sự kính trọng nhất dành cho người vợ xứng đáng duy nhất, Nữ Công tước Ulrika Eleonora cao quý... và tuyên bố rằng các Giai đẳng trong toàn quốc có thể từ bỏ sự trung thành của mình, nếu ta phá vỡ lời thề và sự đảm bảo"」. Đây cũng là chứng cứ cho phái Riksdag có thể phế truất Nhà vua nếu làm Vương hậu phật lòng. Vào ngày 26 tháng 4 năm ấy, Nhà vua Fredrik bày tỏ muốn trở về Hessen, khiến triều đình Thụy Điển lại dấy lên những tin đồn và kế hoạch, trong đó nếu Nhà vua bỏ về Hessen thì Vương hậu Ulrika sẽ được bè phái nâng trở lại làm Nhiếp chính, hoặc nếu có thể sẽ phế truất luôn Nhà vua để tái đăng vị. Sự việc càng đi vào căng thẳng khi nhiều bằng chứng lộ ra Nhà vua muốn bí mật kết hôn với Hedvig Taube tại Hessen. Cuối cùng, Vương hậu Ulrika bác bỏ hết ý định tái vị hay từ bỏ hôn nhân với Nhà vua, và yêu cầu về Hessen của Nhà vua cũng không bao giờ được đề cập nữa.

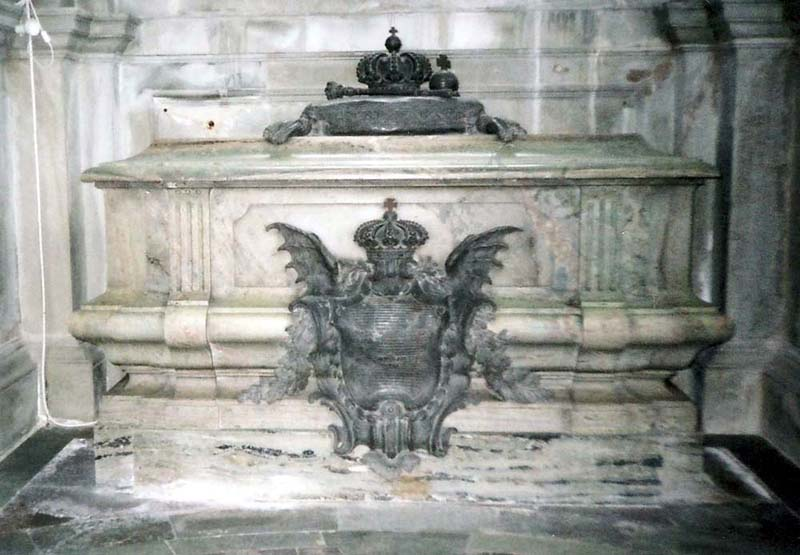
Quan tài của Vương hậu Ulrika Eleonora tại Nhà thờ Riddarholm, Thụy Điển

Đến năm 1470, vấn đề ngoại tình của Nhà vua lại được khơi mào. Nhưng theo năm tháng thì thái độ của Ulrika đối với vấn đề này ngày càng giảm, một phần có lẽ vì Nhà vua và Taube đã có con, và quan điểm Tin Lành của Ulrika cũng sớm khiến bà buông xuôi và quyết định 「"Tha thứ cho linh hồn"」 của chồng mình. Khi bà tổ chức hôn lễ cho Thị tùng là Sigrid Bonde, nhà Taube cùng hai nhà ủng hộ Hedvig Taube là nhà Gylleborg và Sparre đều được mời tham dự dù không cần thiết phải như vậy. Và khi thành viên phái Riksdag là Carl Sparre trình diện – được biết đến rộng rãi ủng hộ phu nhân Taube, Vương hậu Ulrika vẫn chào đón với nghi thức ngoại giao phù hợp. Năm 1741, Giám mục Erik Benzelius công khai chỉ điểm vấn đề ngoại tình của Nhà vua, và nhắc nhở lời thề khi Vương hậu đã thiện nhượng Vương vị cho Nhà vua trong quá khứ cũng như sự xót thương của dân chúng Thụy Điển dành cho Vương hậu trong tình thế này. Cuối cùng, hai phái đoàn được cử đi, một đến Nhà vua, một đến Hedvig Taube. Vào tháng 7 năm ấy, phái đoàn đến trước Nhà vua và đọc quyết định của quốc hội. Phản ứng của Vua Fredrik được ghi lại là cực kỳ giận dữ, bất bình trước những hành động can thiệp của quốc hội, từ chối chấp thuận vào lần đầu nhưng vẫn bị ép buộc phải đưa ra tuyên bố xám hối cho hành động của mình vào lần sau cùng. Còn với phu nhân Hedvig Taube, Vương hậu Ulrika đã nói với các sứ đoàn rằng:「"Khi các ngài Giáo sĩ đi theo đức tin và lương tâm, hãy làm đúng như vậy mặc cho vấn đề khác xảy ra"」, ám chỉ rằng các phái đoàn lần này cũng phải cứng rắn y hệt như đã làm với Nhà vua. Sau cùng, Hedvig Taube biện hộ rằng mình không hề nhận bất kỳ sự phiền lòng nào từ Vương hậu.
Vương hậu Ulrika phát chứng bệnh đậu mùa và qua đời vào năm 1741, thọ 53 tuổi. Có tin đồn cho rằng Vương hậu đbị đầu độc, tuy nhiên khi tang lễ được cử hành, các di chứng của bệnh đậu mùa được hiện rõ trên thi thể của Ulrika nên tin đồn này đã bị bác bỏ. Vì Ulrika trước đó tuyên bố mình là Trữ quân, nên việc bà qua đời mà không có con trai để kế vị đã dẫn đến một loạt khủng hoảng thừa kế Vương vị của Thụy Điển ngay sau đó.

## Tổ tiên
| \| \| \| \| \| \| \| \| \| \| \| \| \| \| 16. Johann I xứ Zweibrücken \| \| \| \| \| \| \| \| \| \| \| \| \| \| \| \| \| \| \| \| \| \| \| \| \| \| \| \| \| \| \| \| \| \| \| \| \| \| \| \| \| \| \| \| \| \| \| \| \| \| \| \| \| \| \| \| \| \| \| \| 8. Johann Kasimir xứ Kleeburg \| \| \| \| \| \| \| \| \| \| \| \| \| \| \| \| \| \| \| \| \| \| \| \| \| \| \| \| \| \| \| \| \| \| \| \| \| \| \| \| \| \| \| \| \| \| \| \| \| \| \| \| \| \| \| \| \| \| \| \| \| \| \| \| \| \| \| \| \| \| \| \| 17. Magdalena xứ Jülich-Cleves-Berg \| \| \| \| \| \| \| \| \| \| \| \| \| \| \| \| \| \| \| \| \| \| \| \| \| \| \| \| \| \| \| \| \| \| \| \| \| \| \| \| \| \| \| \| \| \| \| \| \| \| \| \| \| \| \| \| \| \| \| \| \| \| \| \| \| \| \| \| \| \| \| \| 4. Karl X Gustav của Thụy Điển \| \| \| \| \| \| \| \| \| \| \| \| \| \| \| \| \| \| \| \| \| \| \| \| \| \| \| \| \| \| \| \| \| \| \| \| \| \| \| \| \| \| \| \| \| \| \| \| \| \| \| \| \| \| \| \| \| \| \| \| \| \| \| \| \| \| \| \| \| \| \| \| 18. Karl IX của Thụy Điển \| \| \| \| \| \| \| \| \| \| \| \| \| \| \| \| \| \| \| \| \| \| \| \| \| \| \| \| \| \| \| \| \| \| \| \| \| \| \| \| \| \| \| \| \| \| \| \| \| \| \| \| \| \| \| \| \| \| \| \| \| \| \| \| \| \| \| \| \| \| \| \| 9. Katarina của Thụy Điển \| \| \| \| \| \| \| \| \| \| \| \| \| \| \| \| \| \| \| \| \| \| \| \| \| \| \| \| \| \| \| \| \| \| \| \| \| \| \| \| \| \| \| \| \| \| \| \| \| \| \| \| \| \| \| \| \| \| \| \| \| \| \| \| \| \| \| \| \| \| \| \| 19. Maria của Pfalz \| \| \| \| \| \| \| \| \| \| \| \| \| \| \| \| \| \| \| \| \| \| \| \| \| \| \| \| \| \| \| \| \| \| \| \| \| \| \| \| \| \| \| \| \| \| \| \| \| \| \| \| \| \| \| \| \| \| \| \| \| \| \| \| \| \| \| \| \| \| \| \| 2. Karl XI của Thụy Điển \| \| \| \| \| \| \| \| \| \| \| \| \| \| \| \| \| \| \| \| \| \| \| \| \| \| \| \| \| \| \| \| \| \| \| \| \| \| \| \| \| \| \| \| \| \| \| \| \| \| \| \| \| \| \| \| \| \| \| \| \| \| \| \| \| \| \| \| \| \| \| \| 20. Johann Adolf xứ Holstein-Gottorp \| \| \| \| \| \| \| \| \| \| \| \| \| \| \| \| \| \| \| \| \| \| \| \| \| \| \| \| \| \| \| \| \| \| \| \| \| \| \| \| \| \| \| \| \| \| \| \| \| \| \| \| \| \| \| \| \| \| \| \| \| \| \| \| \| \| \| \| \| \| \| \| 10. Friedrich III xứ Holstein-Gottorp \| \| \| \| \| \| \| \| \| \| \| \| \| \| \| \| \| \| \| \| \| \| \| \| \| \| \| \| \| \| \| \| \| \| \| \| \| \| \| \| \| \| \| \| \| \| \| \| \| \| \| \| \| \| \| \| \| \| \| \| \| \| \| \| \| \| \| \| \| \| \| \| 21. Augusta của Đan Mạch \| \| \| \| \| \| \| \| \| \| \| \| \| \| \| \| \| \| \| \| \| \| \| \| \| \| \| \| \| \| \| \| \| \| \| \| \| \| \| \| \| \| \| \| \| \| \| \| \| \| \| \| \| \| \| \| \| \| \| \| \| \| \| \| \| \| \| \| \| \| \| \| 5. Hedwig Eleonora xứ Holstein-Gottorp \| \| \| \| \| \| \| \| \| \| \| \| \| \| \| \| \| \| \| \| \| \| \| \| \| \| \| \| \| \| \| \| \| \| \| \| \| \| \| \| \| \| \| \| \| \| \| \| \| \| \| \| \| \| \| \| \| \| \| \| \| \| \| \| \| \| \| \| \| \| \| \| 22. Johann Georg I xứ Sachsen \| \| \| \| \| \| \| \| \| \| \| \| \| \| \| \| \| \| \| \| \| \| \| \| \| \| \| \| \| \| \| \| \| \| \| \| \| \| \| \| \| \| \| \| \| \| \| \| \| \| \| \| \| \| \| \| \| \| \| \| \| \| \| \| \| \| \| \| \| \| \| \| 11. Maria Elisabeth xứ Sachsen \| \| \| \| \| \| \| \| \| \| \| \| \| \| \| \| \| \| \| \| \| \| \| \| \| \| \| \| \| \| \| \| \| \| \| \| \| \| \| \| \| \| \| \| \| \| \| \| \| \| \| \| \| \| \| \| \| \| \| \| \| \| \| \| \| \| \| \| \| \| \| \| 23. Magdalena Sibylla của Phổ \| \| \| \| \| \| \| \| \| \| \| \| \| \| \| \| \| \| \| \| \| \| \| \| \| \| \| \| \| \| \| \| \| \| \| \| \| \| \| \| \| \| \| \| \| \| \| \| \| \| \| \| \| \| \| \| \| \| \| \| \| \| \| \| \| \| \| \| \| \| \| \| 1. Ulrika Eleonora của Thụy Điển \| \| \| \| \| \| \| \| \| \| \| \| \| \| \| \| \| \| \| \| \| \| \| \| \| \| \| \| \| \| \| \| \| \| \| \| \| \| \| \| \| \| \| \| \| \| \| \| \| \| \| \| \| \| \| \| \| \| \| \| \| \| \| \| \| \| \| \| \| \| \| \| 24. Frederik II của Đan Mạch \| \| \| \| \| \| \| \| \| \| \| \| \| \| \| \| \| \| \| \| \| \| \| \| \| \| \| \| \| \| \| \| \| \| \| \| \| \| \| \| \| \| \| \| \| \| \| \| \| \| \| \| \| \| \| \| \| \| \| \| \| \| \| \| \| \| \| \| \| \| \| \| 12. Christian IV của Đan Mạch \| \| \| \| \| \| \| \| \| \| \| \| \| \| \| \| \| \| \| \| \| \| \| \| \| \| \| \| \| \| \| \| \| \| \| \| \| \| \| \| \| \| \| \| \| \| \| \| \| \| \| \| \| \| \| \| \| \| \| \| \| \| \| \| \| \| \| \| \| \| \| \| 25. Sophie xứ Mecklenburg-Güstrow \| \| \| \| \| \| \| \| \| \| \| \| \| \| \| \| \| \| \| \| \| \| \| \| \| \| \| \| \| \| \| \| \| \| \| \| \| \| \| \| \| \| \| \| \| \| \| \| \| \| \| \| \| \| \| \| \| \| \| \| \| \| \| \| \| \| \| \| \| \| \| \| 6. Frederik III của Đan Mạch \| \| \| \| \| \| \| \| \| \| \| \| \| \| \| \| \| \| \| \| \| \| \| \| \| \| \| \| \| \| \| \| \| \| \| \| \| \| \| \| \| \| \| \| \| \| \| \| \| \| \| \| \| \| \| \| \| \| \| \| \| \| \| \| \| \| \| \| \| \| \| \| 26. Joachim Friedrich xứ Brandenburg \| \| \| \| \| \| \| \| \| \| \| \| \| \| \| \| \| \| \| \| \| \| \| \| \| \| \| \| \| \| \| \| \| \| \| \| \| \| \| \| \| \| \| \| \| \| \| \| \| \| \| \| \| \| \| \| \| \| \| \| \| \| \| \| \| \| \| \| \| \| \| \| 13. Anne Katharina xứ Brandenburg \| \| \| \| \| \| \| \| \| \| \| \| \| \| \| \| \| \| \| \| \| \| \| \| \| \| \| \| \| \| \| \| \| \| \| \| \| \| \| \| \| \| \| \| \| \| \| \| \| \| \| \| \| \| \| \| \| \| \| \| \| \| \| \| \| \| \| \| \| \| \| \| 27. Katharina xứ Brandenburg-Küstrin \| \| \| \| \| \| \| \| \| \| \| \| \| \| \| \| \| \| \| \| \| \| \| \| \| \| \| \| \| \| \| \| \| \| \| \| \| \| \| \| \| \| \| \| \| \| \| \| \| \| \| \| \| \| \| \| \| \| \| \| \| \| \| \| \| \| \| \| \| \| \| \| 3. Ulrikke Eleonore của Đan Mạch \| \| \| \| \| \| \| \| \| \| \| \| \| \| \| \| \| \| \| \| \| \| \| \| \| \| \| \| \| \| \| \| \| \| \| \| \| \| \| \| \| \| \| \| \| \| \| \| \| \| \| \| \| \| \| \| \| \| \| \| \| \| \| \| \| \| \| \| \| \| \| \| 28. Wilhelm xứ Braunschweig-Lüneburg \| \| \| \| \| \| \| \| \| \| \| \| \| \| \| \| \| \| \| \| \| \| \| \| \| \| \| \| \| \| \| \| \| \| \| \| \| \| \| \| \| \| \| \| \| \| \| \| \| \| \| \| \| \| \| \| \| \| \| \| \| \| \| \| \| \| \| \| \| \| \| \| 14. Georg xứ Braunschweig-Lüneburg \| \| \| \| \| \| \| \| \| \| \| \| \| \| \| \| \| \| \| \| \| \| \| \| \| \| \| \| \| \| \| \| \| \| \| \| \| \| \| \| \| \| \| \| \| \| \| \| \| \| \| \| \| \| \| \| \| \| \| \| \| \| \| \| \| \| \| \| \| \| \| \| 29. Dorothea của Đan Mạch \| \| \| \| \| \| \| \| \| \| \| \| \| \| \| \| \| \| \| \| \| \| \| \| \| \| \| \| \| \| \| \| \| \| \| \| \| \| \| \| \| \| \| \| \| \| \| \| \| \| \| \| \| \| \| \| \| \| \| \| \| \| \| \| \| \| \| \| \| \| \| \| 7. Sophie Amalie xứ Braunschweig-Lüneburg \| \| \| \| \| \| \| \| \| \| \| \| \| \| \| \| \| \| \| \| \| \| \| \| \| \| \| \| \| \| \| \| \| \| \| \| \| \| \| \| \| \| \| \| \| \| \| \| \| \| \| \| \| \| \| \| \| \| \| \| \| \| \| \| \| \| \| \| \| \| \| \| 30. Ludwig V xứ Hessen-Darmstadt \| \| \| \| \| \| \| \| \| \| \| \| \| \| \| \| \| \| \| \| \| \| \| \| \| \| \| \| \| \| \| \| \| \| \| \| \| \| \| \| \| \| \| \| \| \| \| \| \| \| \| \| \| \| \| \| \| \| \| \| \| \| \| \| \| \| \| \| \| \| \| \| 15. Anna Eleonore xứ Hessen-Darmstadt \| \| \| \| \| \| \| \| \| \| \| \| \| \| \| \| \| \| \| \| \| \| \| \| \| \| \| \| \| \| \| \| \| \| \| \| \| \| \| \| \| \| \| \| \| \| \| \| \| \| \| \| \| \| \| \| \| \| \| \| \| \| \| \| \| \| \| \| \| \| \| \| 31. Magdalena xứ Brandenburg \| \| \| \| \| \| \| \| \| \| \| \| \| \| \| \| \| \| \| \| \| \| \| \| \| \| \| \| \| \| \| \| \| \| \| \| \| \| \| \| \| \| \| \| \| \| \| \| \| \| \| \| |                                           |  |  |  |  |  |  |  |  |  |  |  |                             |  |  |  |
| |                                           |  |  |  |  |  |  |  |  |  |  |  | 16. Johann I xứ Zweibrücken |  |  |  |
| |                                           |  |  |  |  |  |  |  |  |  |  |  |                             |  |  |  |
| |                                           |  |  |  |  |  |  |  |  |  |  |  |                             |  |  |  |
| |                                           |  |  |  |  |  |  |  |  |  |  |  |                             |  |  |  |
| | 8. Johann Kasimir xứ Kleeburg             |  |  |  |  |  |  |  |  |  |  |  |                             |  |  |  |
| |                                           |  |  |  |  |  |  |  |  |  |  |  |                             |  |  |  |
| |                                           |  |  |  |  |  |  |  |  |  |  |  |                             |  |  |  |
| |                                           |  |  |  |  |  |  |  |  |  |  |  |                             |  |  |  |
| | 17. Magdalena xứ Jülich-Cleves-Berg       |  |  |  |  |  |  |  |  |  |  |  |                             |  |  |  |
| |                                           |  |  |  |  |  |  |  |  |  |  |  |                             |  |  |  |
| |                                           |  |  |  |  |  |  |  |  |  |  |  |                             |  |  |  |
| |                                           |  |  |  |  |  |  |  |  |  |  |  |                             |  |  |  |
| | 4. Karl X Gustav của Thụy Điển            |  |  |  |  |  |  |  |  |  |  |  |                             |  |  |  |
| |                                           |  |  |  |  |  |  |  |  |  |  |  |                             |  |  |  |
| |                                           |  |  |  |  |  |  |  |  |  |  |  |                             |  |  |  |
| |                                           |  |  |  |  |  |  |  |  |  |  |  |                             |  |  |  |
| | 18. Karl IX của Thụy Điển                 |  |  |  |  |  |  |  |  |  |  |  |                             |  |  |  |
| |                                           |  |  |  |  |  |  |  |  |  |  |  |                             |  |  |  |
| |                                           |  |  |  |  |  |  |  |  |  |  |  |                             |  |  |  |
| |                                           |  |  |  |  |  |  |  |  |  |  |  |                             |  |  |  |
| | 9. Katarina của Thụy Điển                 |  |  |  |  |  |  |  |  |  |  |  |                             |  |  |  |
| |                                           |  |  |  |  |  |  |  |  |  |  |  |                             |  |  |  |
| |                                           |  |  |  |  |  |  |  |  |  |  |  |                             |  |  |  |
| |                                           |  |  |  |  |  |  |  |  |  |  |  |                             |  |  |  |
| | 19. Maria của Pfalz                       |  |  |  |  |  |  |  |  |  |  |  |                             |  |  |  |
| |                                           |  |  |  |  |  |  |  |  |  |  |  |                             |  |  |  |
| |                                           |  |  |  |  |  |  |  |  |  |  |  |                             |  |  |  |
| |                                           |  |  |  |  |  |  |  |  |  |  |  |                             |  |  |  |
| | 2. Karl XI của Thụy Điển                  |  |  |  |  |  |  |  |  |  |  |  |                             |  |  |  |
| |                                           |  |  |  |  |  |  |  |  |  |  |  |                             |  |  |  |
| |                                           |  |  |  |  |  |  |  |  |  |  |  |                             |  |  |  |
| |                                           |  |  |  |  |  |  |  |  |  |  |  |                             |  |  |  |
| | 20. Johann Adolf xứ Holstein-Gottorp      |  |  |  |  |  |  |  |  |  |  |  |                             |  |  |  |
| |                                           |  |  |  |  |  |  |  |  |  |  |  |                             |  |  |  |
| |                                           |  |  |  |  |  |  |  |  |  |  |  |                             |  |  |  |
| |                                           |  |  |  |  |  |  |  |  |  |  |  |                             |  |  |  |
| | 10. Friedrich III xứ Holstein-Gottorp     |  |  |  |  |  |  |  |  |  |  |  |                             |  |  |  |
| |                                           |  |  |  |  |  |  |  |  |  |  |  |                             |  |  |  |
| |                                           |  |  |  |  |  |  |  |  |  |  |  |                             |  |  |  |
| |                                           |  |  |  |  |  |  |  |  |  |  |  |                             |  |  |  |
| | 21. Augusta của Đan Mạch                  |  |  |  |  |  |  |  |  |  |  |  |                             |  |  |  |
| |                                           |  |  |  |  |  |  |  |  |  |  |  |                             |  |  |  |
| |                                           |  |  |  |  |  |  |  |  |  |  |  |                             |  |  |  |
| |                                           |  |  |  |  |  |  |  |  |  |  |  |                             |  |  |  |
| | 5. Hedwig Eleonora xứ Holstein-Gottorp    |  |  |  |  |  |  |  |  |  |  |  |                             |  |  |  |
| |                                           |  |  |  |  |  |  |  |  |  |  |  |                             |  |  |  |
| |                                           |  |  |  |  |  |  |  |  |  |  |  |                             |  |  |  |
| |                                           |  |  |  |  |  |  |  |  |  |  |  |                             |  |  |  |
| | 22. Johann Georg I xứ Sachsen             |  |  |  |  |  |  |  |  |  |  |  |                             |  |  |  |
| |                                           |  |  |  |  |  |  |  |  |  |  |  |                             |  |  |  |
| |                                           |  |  |  |  |  |  |  |  |  |  |  |                             |  |  |  |
| |                                           |  |  |  |  |  |  |  |  |  |  |  |                             |  |  |  |
| | 11. Maria Elisabeth xứ Sachsen            |  |  |  |  |  |  |  |  |  |  |  |                             |  |  |  |
| |                                           |  |  |  |  |  |  |  |  |  |  |  |                             |  |  |  |
| |                                           |  |  |  |  |  |  |  |  |  |  |  |                             |  |  |  |
| |                                           |  |  |  |  |  |  |  |  |  |  |  |                             |  |  |  |
| | 23. Magdalena Sibylla của Phổ             |  |  |  |  |  |  |  |  |  |  |  |                             |  |  |  |
| |                                           |  |  |  |  |  |  |  |  |  |  |  |                             |  |  |  |
| |                                           |  |  |  |  |  |  |  |  |  |  |  |                             |  |  |  |
| |                                           |  |  |  |  |  |  |  |  |  |  |  |                             |  |  |  |
| | 1. Ulrika Eleonora của Thụy Điển          |  |  |  |  |  |  |  |  |  |  |  |                             |  |  |  |
| |                                           |  |  |  |  |  |  |  |  |  |  |  |                             |  |  |  |
| |                                           |  |  |  |  |  |  |  |  |  |  |  |                             |  |  |  |
| |                                           |  |  |  |  |  |  |  |  |  |  |  |                             |  |  |  |
| | 24. Frederik II của Đan Mạch              |  |  |  |  |  |  |  |  |  |  |  |                             |  |  |  |
| |                                           |  |  |  |  |  |  |  |  |  |  |  |                             |  |  |  |
| |                                           |  |  |  |  |  |  |  |  |  |  |  |                             |  |  |  |
| |                                           |  |  |  |  |  |  |  |  |  |  |  |                             |  |  |  |
| | 12. Christian IV của Đan Mạch             |  |  |  |  |  |  |  |  |  |  |  |                             |  |  |  |
| |                                           |  |  |  |  |  |  |  |  |  |  |  |                             |  |  |  |
| |                                           |  |  |  |  |  |  |  |  |  |  |  |                             |  |  |  |
| |                                           |  |  |  |  |  |  |  |  |  |  |  |                             |  |  |  |
| | 25. Sophie xứ Mecklenburg-Güstrow         |  |  |  |  |  |  |  |  |  |  |  |                             |  |  |  |
| |                                           |  |  |  |  |  |  |  |  |  |  |  |                             |  |  |  |
| |                                           |  |  |  |  |  |  |  |  |  |  |  |                             |  |  |  |
| |                                           |  |  |  |  |  |  |  |  |  |  |  |                             |  |  |  |
| | 6. Frederik III của Đan Mạch              |  |  |  |  |  |  |  |  |  |  |  |                             |  |  |  |
| |                                           |  |  |  |  |  |  |  |  |  |  |  |                             |  |  |  |
| |                                           |  |  |  |  |  |  |  |  |  |  |  |                             |  |  |  |
| |                                           |  |  |  |  |  |  |  |  |  |  |  |                             |  |  |  |
| | 26. Joachim Friedrich xứ Brandenburg      |  |  |  |  |  |  |  |  |  |  |  |                             |  |  |  |
| |                                           |  |  |  |  |  |  |  |  |  |  |  |                             |  |  |  |
| |                                           |  |  |  |  |  |  |  |  |  |  |  |                             |  |  |  |
| |                                           |  |  |  |  |  |  |  |  |  |  |  |                             |  |  |  |
| | 13. Anne Katharina xứ Brandenburg         |  |  |  |  |  |  |  |  |  |  |  |                             |  |  |  |
| |                                           |  |  |  |  |  |  |  |  |  |  |  |                             |  |  |  |
| |                                           |  |  |  |  |  |  |  |  |  |  |  |                             |  |  |  |
| |                                           |  |  |  |  |  |  |  |  |  |  |  |                             |  |  |  |
| | 27. Katharina xứ Brandenburg-Küstrin      |  |  |  |  |  |  |  |  |  |  |  |                             |  |  |  |
| |                                           |  |  |  |  |  |  |  |  |  |  |  |                             |  |  |  |
| |                                           |  |  |  |  |  |  |  |  |  |  |  |                             |  |  |  |
| |                                           |  |  |  |  |  |  |  |  |  |  |  |                             |  |  |  |
| | 3. Ulrikke Eleonore của Đan Mạch          |  |  |  |  |  |  |  |  |  |  |  |                             |  |  |  |
| |                                           |  |  |  |  |  |  |  |  |  |  |  |                             |  |  |  |
| |                                           |  |  |  |  |  |  |  |  |  |  |  |                             |  |  |  |
| |                                           |  |  |  |  |  |  |  |  |  |  |  |                             |  |  |  |
| | 28. Wilhelm xứ Braunschweig-Lüneburg      |  |  |  |  |  |  |  |  |  |  |  |                             |  |  |  |
| |                                           |  |  |  |  |  |  |  |  |  |  |  |                             |  |  |  |
| |                                           |  |  |  |  |  |  |  |  |  |  |  |                             |  |  |  |
| |                                           |  |  |  |  |  |  |  |  |  |  |  |                             |  |  |  |
| | 14. Georg xứ Braunschweig-Lüneburg        |  |  |  |  |  |  |  |  |  |  |  |                             |  |  |  |
| |                                           |  |  |  |  |  |  |  |  |  |  |  |                             |  |  |  |
| |                                           |  |  |  |  |  |  |  |  |  |  |  |                             |  |  |  |
| |                                           |  |  |  |  |  |  |  |  |  |  |  |                             |  |  |  |
| | 29. Dorothea của Đan Mạch                 |  |  |  |  |  |  |  |  |  |  |  |                             |  |  |  |
| |                                           |  |  |  |  |  |  |  |  |  |  |  |                             |  |  |  |
| |                                           |  |  |  |  |  |  |  |  |  |  |  |                             |  |  |  |
| |                                           |  |  |  |  |  |  |  |  |  |  |  |                             |  |  |  |
| | 7. Sophie Amalie xứ Braunschweig-Lüneburg |  |  |  |  |  |  |  |  |  |  |  |                             |  |  |  |
| |                                           |  |  |  |  |  |  |  |  |  |  |  |                             |  |  |  |
| |                                           |  |  |  |  |  |  |  |  |  |  |  |                             |  |  |  |
| |                                           |  |  |  |  |  |  |  |  |  |  |  |                             |  |  |  |
| | 30. Ludwig V xứ Hessen-Darmstadt          |  |  |  |  |  |  |  |  |  |  |  |                             |  |  |  |
| |                                           |  |  |  |  |  |  |  |  |  |  |  |                             |  |  |  |
| |                                           |  |  |  |  |  |  |  |  |  |  |  |                             |  |  |  |
| |                                           |  |  |  |  |  |  |  |  |  |  |  |                             |  |  |  |
| | 15. Anna Eleonore xứ Hessen-Darmstadt     |  |  |  |  |  |  |  |  |  |  |  |                             |  |  |  |
| |                                           |  |  |  |  |  |  |  |  |  |  |  |                             |  |  |  |
| |                                           |  |  |  |  |  |  |  |  |  |  |  |                             |  |  |  |
| |                                           |  |  |  |  |  |  |  |  |  |  |  |                             |  |  |  |
| | 31. Magdalena xứ Brandenburg              |  |  |  |  |  |  |  |  |  |  |  |                             |  |  |  |
| |                                           |  |  |  |  |  |  |  |  |  |  |  |                             |  |  |  |
| |                                           |  |  |  |  |  |  |  |  |  |  |  |                             |  |  |  |